# Hemieuxoa rodionovi
Hemieuxoa rodionovi là một loài bướm đêm trong họ Noctuidae.